# Tarzan et le Dieu fou
Tarzan et le Dieu fou (Tarzan and the Madman) est un roman d'Edgar Rice Burroughs et le vingt-troisième tome de la série de Tarzan. Écrit de janvier à février 1940, le récit fut publié après le décès de Burroughs,. Il fut publié pour la première fois en édition reliée par Canaveral Press (en) en juin 1964. 

## Résumé
Tarzan traque un homme qui a été confondu avec lui. L’homme se prend pour Tarzan et vit dans une cité perdue habitée par les descendants des premiers explorateurs portugais.

## Éditions

### Version originale
- Titre: Tarzan and the madman
- Parution en livre: Canaveral Press, 1964

### Édition française
- 1993 : Tarzan et le dieu fou, Michel Decuyper (publication à titre amateur)